# Luis Arenal Bastar
Luis Arenal Bastar (Teapa, 1909 - Mexico, 1985) est un peintre, graveur et sculpteur mexicain. Il a aussi créé des peintures murales et autres œuvres monumentales dans la ville de Mexico et dans l'État de Guerrero.
Il est membre fondateur de la Liga de Escritores y Artistas Revolucionarios (es), du Taller de Gráfica Popular et du Salón de la Plástica Mexicana (es).

## Biographie

### Jeunesse et formation
Luis Arenal Bastar naît en 1909 à Teapa, dans l'État de Tabasco, au sud du Mexique. Sa famille s'installe à Aguascalientes (dans l'État du même nom, au centre du pays), mais lorsque son père meurt en combattant pendant la Révolution mexicaine, sa mère et lui s'installent à Mexico, la capitale,.
Il fréquente une école paroissiale jusqu'à l'âge de 13 ans, d'où il est renvoyé pour avoir lu de la Littérature gay. Arenal étudie ensuite l'ingénierie mécanique pendant deux ans, puis émigre à Los Angeles, aux États-Unis, en 1924, où il étudie l'architecture tout en travaillant comme laveur de bidons d'essence. En 1926, il retourne au Mexique et travaille comme traducteur dans un bureau de publicité,.
De 1927 à 1928, il étudie le droit et la sculpture à l'Escuela Nacional de Artes Plásticas (es),. En 1929, il retourne aux États-Unis, étudie à l'université d'Arizona et travaille dans des restaurants.

### Carrière
Luis Arenal Bastar commence sa carrière artistique en 1930, en exposant et en peignant des peintures murales à Laguna Beach, Los Angeles, Redlands et San Bernadino, en Californie,.
Lorsque David Alfaro Siqueiros arrive à Los Angeles en 1932, il travaille avec lui sur des peintures murales à la Chouinard Art Institute, en particulier sur une fresque sur ciment intitulée La América Tropical (L'Amérique tropicale). À cette époque, il est également membre d'un groupe appelé les Mural Block Painters (Peintres de blocs muraux) avec Abel Villard, Jackson Pollock, Dean Cornwell, Radich[Qui ?] et d'autres peintres américains,,.
En 1933, il retourne au Mexique, où son œuvre prend une tournure plus politique. Il devient d'abord le président d'un groupe appelé la Liga Mexicana contra la Guerra y el Fascismo (Ligue mexicaine contre la guerre et le fascisme). En 1934, il est membre fondateur et premier secrétaire de la Ligue des écrivains et artistes révolutionnaires (es),. Il travaille à la propagande contre la guerre et le fascisme et au soutien du communisme, en fondant le magazine Frente a Frente (Front contre Front) du groupe en 1935 avec Juan de la Cabada (es),.

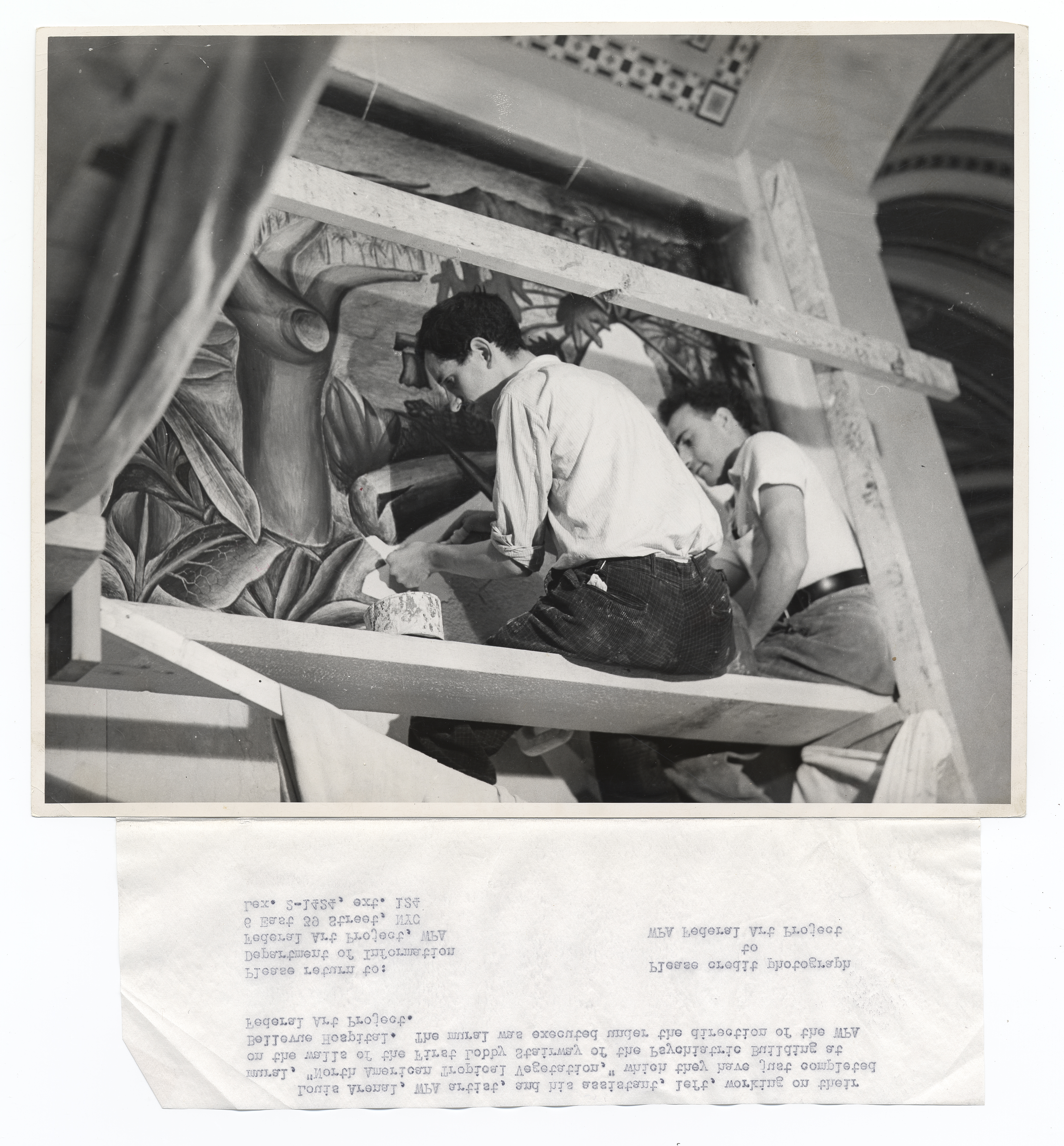
Luis Arenal et son assistant en train de peindre un mur du bâtiment de Psychiatrie du centre hospitalier de Bellevue, en 1936.

Arenal est politiquement actif dans la promotion des causes sociales et du communisme. Il se rend avec Roberto Berdecio en tant que délégué au premier congrès des artistes américains à New York en 1936. Il y reste jusqu'en 1937, peignant des peintures murales au centre hospitalier de Bellevue et exposant ses œuvres.
À son retour en 1937, il fonde le Taller de Gráfica Popular avec Leopoldo Méndez et Pablo O'Higgins, participant à toutes les expositions collectives de l'organisation,.
De 1937 à la majeure partie des années 1940, il réalise plusieurs peintures murales et autres œuvres monumentales. En 1937, il travaille avec Siqueiros sur les peintures murales Retrato de la burguesía (Portrait de la bourgeoisie) et La Marcha de la Humanidad (es) (La marche de l'humanité). En 1939-1940, il travaille sur la peinture murale du Sindicato Mexicano de Electricistas, avec Josep Renau, Antonio Pujol (en), Antonio Rodríguez Luna et Miguel Prieto Anguita (es).
La même année, il participe à l'attaque de Siqueiros sur la maison de Leon Trotsky à Coyoacán, fomentée depuis le Taller de Gráfica Popular, ce qui le force à s'exiler un temps.
De 1940 à 1943, il voyage en Amérique du Sud,.
De 1944 à 1945, il crée deux sculptures, l'une en pierre et l'autre en béton, pour compléter une peinture murale de Siqueiros au Centro de Arte Moderno de Mexico, intitulée Cuauhtémoc contra el mito,. Entre 1946 et 1947, il travaille sur des projets de construction dans l'État de Guerrero. Dans cet État, il crée un monument à Cuetzala del Progreso ; en 1948, il crée une peinture murale sur des panneaux d'isorel pour une école rurale à Arcelia et il peint l'escalier du palais du gouvernement de l'État de Guerrero de 1949 à 1952,.
En 1946, il épouse Macrina Rabadán Santana, une enseignante, dirigeante politique et féministe, avec qui il n'a pas d'enfants.
En 1949, il devient le rédacteur en chef et le graphiste d'un magazine nouvellement créé intitulé 1945-1946. La même année, il produit également les gravures d'un livre intitulé Estampas de Guerrero (Estampes de Guerrero).[réf. souhaitée]
Arenal est un membre fondateur du Salón de la Plástica Mexicana (es) en 1949.
En 1955, il est aussi l'un des fondateurs de l'Instituto Regional de Bellas Artes à Acapulco.
Il collabore à nouveau avec David Alfaro Siqueiros pour les peintures murales du Polyforum Cultural Siqueiros (es) de 1964 à 1970.

### Dernières années
De 1972 à 1976, il crée le musée Cabeza de Juárez (es) à Iztapalapa, avec l'architecte Lorenzo Carrasco. Il est nommé directeur de l'atelier de Siqueiros à Cuernavaca.
Luis Arenal Bastar meurt à Mexico le 7 mai 1985.

## Œuvre
La production artistique de Luis Arenal Bastar comprend des gravures sur bois, des lithographies, des peintures et des sculptures.
Il est l'un des plus importants défenseurs du réalisme social (es) promu par le muralisme mexicain. Protagoniste et témoin des événements qu'il dépeint, il laisse sa passion idéologique l'éloigner d'une expression plus libre et plus substantielle sur le plan graphique.